# Херсонський передмостовий плацдарм
Херсонський передмостовий плацдарм (Cherson-Brückenkopf) — тимчасова оборонна позиція частин Вермахту на лівому березі Дніпра навпроти Херсона під час битви за Дніпро. Плацдарм виник 2 листопада 1943 року після втрати німецькими військами міста Олешки і їхнього відходу до хутора Саги, де вони зайняли оборону з опорою на берег Дніпра та споруджений раніше залізничний міст через річку. Червоноармійцям не вдалося одразу розгромити ці сили, натомість німецьке командування стало розглядати утримання плацдарму як важливу частину операцій з оборони Херсона (оскільки його існування унеможливлювало перехід червоноармійцями Дніпра й подальший штурм міста). Бої на плацдармі тривали до 21 грудня 1943 року, коли він був остаточно ліквідований. Ліквідація плацдарму стала частиною серії поразок Вермахту на Лінії Пантера-Вотан і зробила неминучим подальше форсування Нижнього Дніпра силами Червоної Армії та їхній наступ в напрямку Херсон-Миколаїв (він розпочався після кількамісячної стабілізації фронту по Дніпру).

## Передумови
Після прориву військами 4-го Українського фронту генерала Толбухіна оборони німців на річці Молочній і взяття 23 жовтня 1943 року Мелітополя, розпочалася Мелітопольсько-Каховська наступальна операція Червоної Армії. На першому етапі йшли бої за територію між Дніпром і Каркінітською затокою Чорного моря. Внаслідок наступу радянських військ, німецькі сили до середини листопада 1943 року остаточно втратили лівобережжя Херсонщини разом з ключовими містами Олешки (4 листопада) та Гола Пристань. Під загрозу було поставлено й Херсон, розташований на правому березі пониззя Дніпра. Прагнучи забезпечити ефективну оборону Херсона (в межах так званої Лінії Пантера-Вотан) німецьке командування намагалося утримати невеликий плацдарм на лівому березі, що дозволяв блокувати прорив радянських сил на правий берег Дніпра та створював постійну загрозу німецької контратаки на Олешки.

## Політика пам'яті
При ліквідації Херсонського плацдарму загинули 3,5 тисячі червоноармійців зі складу 13-го стрілецького і 2-го механізованого корпусів. Поховані вони в двох братських могилах в центрі Олешків, де радянською владою було створено меморіальний комплекс.
4 листопада 2014 року в Цюрупинську (Олешках) відбувся мітинг, присвячений 70-річчю визволення України та 71-й річниці з дня визволення міста "від німецько-фашистських загарбників". Участь в заході взяли представники органів виконавчої влади та місцевого самоврядування. В межах заходу відбулося урочисте перепоховання 13 радянських солдатів, які загинули в боях за Херсонський передмостовий плацдарм. Їхні рештки напередодні віднайшли учасники військово-історичного клубу "Каховка".
В 2016 році на місці боїв за плацдарм пошуковими експедиціями  знайдено рештки 16 бійців і перепоховані за християнським звичаєм. В наступні роки подібні пошукові експедиції тривали під егідою пошукової групи "Херсон". До діяльності цієї пошукової групи активно долучилися ветерани війни на Донбасі та капелани УГКЦ.